# Tallbacken och Fromtorpsvägen
Tallbacken och Fromtorpsvägen var en av SCB avgränsad småort väster om Sibble i Botkyrka kommun. SCB klassade området som småort vid avgränsningen 2015 men id avgränsningen 2020 hade antalet bofasta sjunkit under 50 och den avregistrerade då som småort.
Området är rikt på fornlämningar, exempelvis återfinns här ett gravfält med 230 fornlämningar i form av gravhögar, stensättningar, domarringar och resta stenar.